# Бялый, Леонард Онуфриевич
Леонард Онуфриевич Бялый (1807—1877) — генерал-майор, дворянин Виленской губернии, участник Крымской войны.

## Биография
Родился в 1807 году. В военную службу вступил рядовым в начале 1830-х годов в армейскую пехоту. В 1831 году принимал участие в подавлении восстания в Польше. 20 февраля 1832 года произведён в прапорщики.
В 1848 году произведён в полковники и в начале 1850-х годов назначен командиром Якутского пехотного полка. В 1853—1854 годах Бялый сражался с турками на Дунае, а затем находился в Севастополе на протяжении почти всего времени осады этого города англо-французами. 24 октября 1854 года за боевые отличия он был произведён в генерал-майоры и 31 июля 1855 года назначен командиром 1-й бригады 7-й пехотной дивизии. 24 августа 1855 года он был награждён золотой шпагой с надписью «За храбрость» и бриллиантовыми украшениями
За отличие при отражении атаки на Камчатский редут с 5-го на 6-е марта 1855 и отбитие штурма на правом фланге Малахова кургана и батареи Жерве 6-го июня того же года.
В 1857 году Бялый был назначен помощником начальника 9-й пехотной дивизии и вышел в отставку в 1859 или 1860 году. Скончался в 1877 году.
Его сын Владимир Леонардович Бялый был полковым командиром 103-го пехотного Петрозаводского полка.
Среди прочих наград Бялый имел следующие:
- Знак Отличия Военного ордена святого Георгия (1831 год)
- Польский знак отличия за военное достоинство (Virtuti Militari) 5-й степени (1831 год)
- Орден Святого Владимира 4-й степени (1851 год)
- Орден Святой Анны 2-й степени (1853 год)
- Орден Святого Владимира 3-й степени (1855 год)
- Золотая шпага с надписью «За храбрость» и алмазными украшениями (24 августа 1855 года)
- Орден Святого Георгия 4-й степени (26 ноября 1855 года, за беспорочную выслугу 25 лет в офицерских чинах, № 9633 по кавалерскому списку Григоровича — Степанова)
- Орден Святого Станислава 1-й степени (1858 год)